# Hybomitra affinis
Hybomitra affinis är en tvåvingeart som först beskrevs av Kirby 1837.  Hybomitra affinis ingår i släktet Hybomitra och familjen bromsar. Inga underarter finns listade i Catalogue of Life.